# Новгородска губерния
 Тази статия е за губернията от 1796 – 1927 година.  За губернията от 1727 – 1776 вижте Новгородска губерния (1727 – 1776).  
Новгородска губерния (на руски: Новгородская губерния) е губерния на Руската империя и Съветска Русия, съществувала от 1796 до 1927 година. Разположена е в северозападната част на Европейска Русия, южно от Санкт Петербург, а столица е град Новгород. Към 1897 година населението ѝ е около 1,37 милиона души, главно руснаци (96,9%).
Създадена е през 1796 година на основата на дотогавашното Новгородско наместничество. През 1801 година от нея се отделя Олонецка губерния, а през 1918 година – Череповецка губерния. На 1 август 1827 година губернията е закрита и е включена в новосъздадената Ленинградска област.